# 渡邊水暉
渡邊 水暉（わたなべ みずき、1992年10月22日 - ）は、福岡県久留米市出身のアメリカンフットボール選手。
Xリーグの福岡SUNSに所属している。ポジションはオフェンスライン(OL)とディフェンスライン（DL）とタイトエンド(TE)。